# Vlag van Bergambacht

Vlag van de gemeente Bergambacht (1986-2015)

Vlag van de gemeente Bergambacht (1964-1986)

De vlag van Bergambacht is op 20 december 1986 bij raadsbesluit vastgesteld als de gemeentevlag van de Zuid-Hollandse gemeente Bergambacht, ter vervanging van een eerdere vlag, na een gemeentelijke herindeling waardoor het oude wapen was vervangen. De vlag zou als volgt kunnen worden omschreven:
Linksgeschuind van groen en blauw, met op het midden over het geheel het gemeentewapen met kroon.
De vlag is gebaseerd op het gemeentewapen uit 1985. Onbekend is wat de herkomst en betekenis is van de blauwe en groene velden. Het ontwerp is van de hand van mw. Anneke de Nies-van Dijk.
Op 1 januari 2015 ging Bergambacht op in de gemeente Krimpenerwaard. De vlag kwam daardoor als gemeentevlag te vervallen.

## Voorgaande vlag
Op 13 mei 1964 was een eerdere vlag vastgesteld, die was gebaseerd op het voorgaande wapen van Bergambacht. Deze vlag toonde hetzelfde beeld als het oude gemeentewapen. De omschrijving zou als volgt kunnen luiden:
Vierkant; twee banen van gelijke lengte van rood, over de baan aan de broekzijde een schuine baan van wit; op de baan aan de vluchtzijde een witte adelaar.

## Verwante afbeeldingen

Het wapen van Bergambacht (1985)
Het wapen van Bergambacht (1817)

Alkemade 
· Ameide 
· Ammerstol 
· Arkel 
· Asperen 
· Benthuizen 
· Bergambacht 
· Bergschenhoek 
· Berkel en Rodenrijs 
· Bernisse 
· Binnenmaas 
· Bleiswijk 
· Bleskensgraaf en Hofwegen
· Bodegraven 
· Boskoop
· Brielle 
· Cromstrijen 
· De Lier 
· Delfshaven 
· Dirksland 
· Everdingen 
· Geervliet 
· Giessenburg 
· Giessenlanden
· Goedereede 
· Goudswaard 
· Graafstroom 
· 's-Gravendeel 
· 's-Gravenzande 
· Groot-Ammers
· Hagestein 
· Haastrecht 
· Hazerswoude 
· Heenvliet 
· Heerjansdam 
· Hei- en Boeicop
· Heinenoord
· Hellevoetsluis 
· Hillegersberg
· Jacobswoude
· Kamerik
· Korendijk
· Koudekerk aan den Rijn
· Krimpen aan de Lek
· Langerak
· Leerdam
· Leidschendam
· Leimuiden
· Lexmond
· Liemeer
· Liesveld
· Maasland
· Middelharnis
· Mijnsheerenland
· Moerhuizen
· Moerkapelle
· Molenwaard
· Monster
· Moordrecht
· Naaldwijk
· Nederlek
· Nieuw-Beijerland
· Nieuwerkerk aan den IJssel
· Nieuw-Lekkerland
· Nieuwpoort
· Nieuwveen
· Noordwijkerhout
· Nootdorp
· Numansdorp
· Oostflakkee
· Oostvoorne
· Oud-Alblas
· Oud-Beijerland 
· Oude-Tonge 
· Oudenhoorn 
· Ouderkerk 
· Ouderkerk aan den IJssel
· Overschie
· Piershil 
· Pijnacker 
· Poortugaal 
· Puttershoek 
· Reeuwijk 
· Rhoon 
· Rijnsaterwoude 
· Rijnsburg 
· Rijnwoude 
· Rockanje 
· Rozenburg 
· Sassenheim 
· Schelluinen 
· Schipluiden 
· Schoonhoven 
· Schoonrewoerd 
· Sommelsdijk 
· Spijkenisse 
· Streefkerk 
· Strijen 
· Ter Aar 
· Valkenburg 
· Vianen 
· Vierpolders 
· Vlist 
· Voorburg 
· Voorhout 
· Warmond 
· Wateringen 
· Westmaas 
· Westvoorne 
· Woerden 
· Woubrugge 
· Zederik 
· Zevenhoven 
· Zevenhuizen 
· Zevenhuizen-Moerkapelle 
· Zuid-Beijerland 
· Zuidland 
· Zwammerdam 
· Zwartewaal